# Tenuta di Sagadi

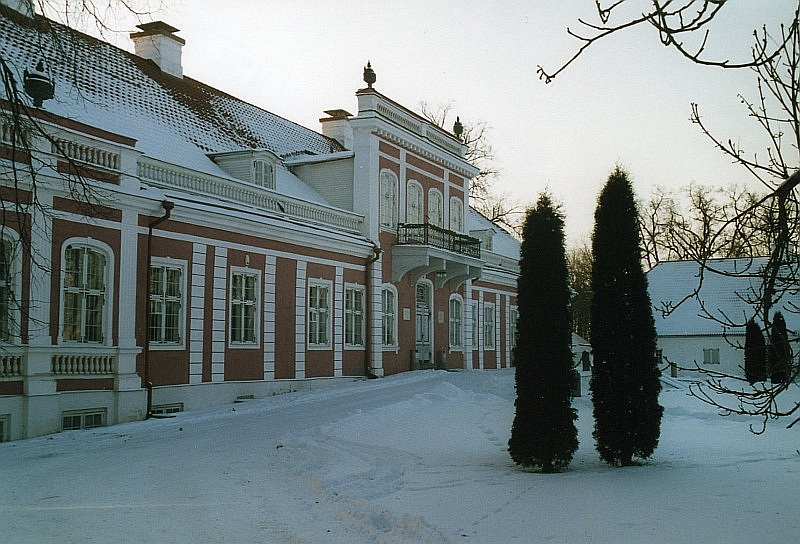
Sagadi, in inverno.

La tenuta di Sagadi, nel parco nazionale Lahemaa in Estonia, è un palazzo nobiliare in stile rococò costruito nel 1749 per la famiglia Fock a cui appartenne fino al 1919. Il parco disegnato nello stesso periodo, ha conservato l'impianto barocco. In uno degli annessi è stato sistemato un museo forestale, sull'industria del legno in Estonia.

## Origini
Il primo riscontro storico riguardante la tenuta di Sagadi risale al 1469. Nel 1687 la proprietà passò a Gideon von Fock, un ufficiale svedese. Al tempo, la tenuta era in legno quando Johann Ernst von Fock, il nipote di Gideon von Fock, iniziò la costruzione del nuovo maniero in pietra nel 1749. Il castello era costruito con eleganza barocca ed è uno dei pochi esempi di decorazione rococò dell'epoca in Estonia. Il palazzo fu completato nel 1753.
Dopo la morte di Johann Ernst von Fock, la proprietà passò a Gideon Ernst von Fock. La residenza cominciò a divenire troppo piccola per la larga famiglia e per il crescente numero di servitori, Gideon Ernst von Fock intraprese una ricostruzione su ampia scala del complesso nel 1793. Nel 1794 fu completato l'ingresso neoclassico della residenza con il suo tetto in stile barocco.